# Piezophyllus macrocerus
Piezophyllus macrocerus là một loài bọ cánh cứng trong họ Elateridae. Loài này được Laporte miêu tả khoa học năm 1838.